# Pătulele
Pătulele est une commune roumaine du județ de Mehedinți, dans la région historique de l'Olténie et dans la région de développement du Sud-Ouest.

## Géographie
La commune de Pătulele est située dans le sud du județ, dans la plaine d'Olténie (Câmpia Oltenie), à 44 km au sud-est de Drobeta Turnu-Severin, la préfecture du județ;
Elle est composée des deux villages suivants (population en 2002) :
- Pătulele (3 807), siège de la municipalité.
- Viașu (605).

## Histoire
La commune a fait partie du royaume de Roumanie dès sa création en 1878.

## Religions
En 2002, 99,39 % de la population étaient de religion orthodoxe.

## Démographie
En 2002, les Roumains représentaient 99,39 % de la population totale. la commune comptait 1 596 ménages et 1 760 logements.
| 1992  | 2002  | 2007  |
| ----- | ----- | ----- |
| 4 881 | 4 472 | 4 197 |

## Économie
L'économie de la commune repose sur l'agriculture (céréales, cultures maraîchères, vigne), l'élevage et l'apiculture.

## Lieux et monuments
- Église en bois St Nicolas (Sf Nicolae), XIXe siècle.